# Ariane 44LP
Ariane 44LP – francuska rakieta nośna z serii Ariane 4, pierwszy wariant z tej serii, który wzbił się w kosmos. Wyposażona w 2 dopalacze na paliwo stałe i 2 na paliwo ciekłe. Startowała 26 razy, z czego 25 prób było udanych.

## Starty
1. 15 czerwca 1988, 11:19 GMT; s/n V-22; miejsce startu: kosmodrom Kourou (ELA-2), Gujana Francuska
Ładunek: Meteosat 3, OSCAR 13, PanAmSat 1; Uwagi: start udany
2. 11 grudnia 1988, 00:33 GMT; s/n V-27; miejsce startu: kosmodrom Kourou (ELA-2), Gujana Francuska
Ładunek: Skynet 4B, Astra 1A; Uwagi: start udany
3. 6 marca 1989, 23:29 GMT; s/n V-29; miejsce startu: kosmodrom Kourou (ELA-2), Gujana Francuska
Ładunek: JCSAT 1, Meteosat 4; Uwagi: start udany
4. 8 sierpnia 1989, 23:25 GMT; s/n V-33; miejsce startu: kosmodrom Kourou (ELA-2), Gujana Francuska
Ładunek: TVSAT 2, Hipparcos; Uwagi: start udany
5. 30 sierpnia 1990, 22:46 GMT; s/n V-38; miejsce startu: kosmodrom Kourou (ELA-2), Gujana Francuska
Ładunek: Skynet 4C, Eutelsat 2F1; Uwagi: start udany
6. 2 marca 1991, 23:36 GMT; s/n V-42; miejsce startu: kosmodrom Kourou (ELA-2), Gujana Francuska
Ładunek: Astra 1B, Meteosat 5; Uwagi: start udany
7. 10 września 1992, 23:04 GMT; s/n V-53; miejsce startu: kosmodrom Kourou (ELA-2), Gujana Francuska
Ładunek: Hispasat 1A, Satcom C3; Uwagi: start udany
8. 22 października 1993, 06:46 GMT; s/n V-60; miejsce startu: kosmodrom Kourou (ELA-2), Gujana Francuska
Ładunek: Intelsat 701; Uwagi: start udany
9. 20 listopada 1993, 01:17 GMT; s/n V-61: miejsce startu: kosmodrom Kourou (ELA-2), Gujana Francuska
Ładunek: Solidaridad 1, Meteosat 6; Uwagi: start udany
10. 24 stycznia 1994, 21:37 GMT; s/n V-63: miejsce startu: kosmodrom Kourou (ELA-2), Gujana Francuska
Ładunek: Eutelsat 2F5, Turksat 1A; Uwagi: start nieudany – przegrzanie turbopompy w silniku 3. członu
11. 17 czerwca 1994, 07:07 GMT; s/n V-64: miejsce startu: kosmodrom Kourou (ELA-2), Gujana Francuska
Ładunek: Intelsat 702, STRV-1A, STRV-1B; Uwagi: start udany
12. 10 sierpnia 1994, 22:03 GMT; s/n V-66; miejsce startu: kosmodrom Kourou (ELA-2), Gujana Francuska
Ładunek: Brasilsat B1, Turksat 1B; Uwagi: start udany
13. 28 marca 1995, 11:19 GMT; s/n V-71; miejsce startu: kosmodrom Kourou (ELA-2), Gujana Francuska
Ładunek: Brasilsat B2, Hot Bird 1; Uwagi: start udany
14. 17 maja 1995, 06:34 GMT; s/n V-73; miejsce startu: kosmodrom Kourou (ELA-2), Gujana Francuska
Ładunek: Intelsat 706; Uwagi: start udany
15. 14 marca 1996, 07:11 GMT; s/n V-84;  miejsce startu: kosmodrom Kourou (ELA-2), Gujana Francuska
Ładunek: Intelsat 707; Uwagi: start udany
16. 16 kwietnia 1997, 23:08 GMT; s/n V-95;  miejsce startu: kosmodrom Kourou (ELA-2), Gujana Francuska
Ładunek: THAICOM-3, BSat 1A; Uwagi: start udany
17. 2 września 1997, 22:21 GMT; s/n V-99;  miejsce startu: kosmodrom Kourou (ELA-2), Gujana Francuska
Ładunek: Hot Bird 3, Meteosat 7; Uwagi: start udany
18. 4 lutego 1998, 23:29 GMT; s/n V-105;  miejsce startu: kosmodrom Kourou (ELA-2), Gujana Francuska
Ładunek: Brasilsat B3, Inmarsat 3 F5; Uwagi: start udany
19. 16 września 1998, 06:31 GMT; s/n V-110;  miejsce startu: kosmodrom Kourou (ELA-2), Gujana Francuska
Ładunek: PanAmSat 7; Uwagi: start udany
20. 25 września 1999, 06:29 GMT; s/n V-121;  miejsce startu: kosmodrom Kourou (ELA-2), Gujana Francuska
Ładunek: Telstar 7; Uwagi: start udany
21. 19 października 1999, 06:22 GMT; s/n V-122;  miejsce startu: kosmodrom Kourou (ELA-2), Gujana Francuska
Ładunek: Orion 2; Uwagi: start udany
22. 13 listopada 1999, 22:54 GMT; s/n V-123;  miejsce startu: kosmodrom Kourou (ELA-2), Gujana Francuska
Ładunek: GE 4; Uwagi: start udany
23. 18 lutego 2000, 01:04 GMT; s/n V-127;  miejsce startu: kosmodrom Kourou (ELA-2), Gujana Francuska
Ładunek: Superbird 4; Uwagi: start udany
24. 17 sierpnia 2000, 23:16 GMT; s/n V-131;  miejsce startu: kosmodrom Kourou (ELA-2), Gujana Francuska
Ładunek: Brasilsat B4, Nilesat 102; Uwagi: start udany
25. 29 października 2000, 05:59 GMT; s/n V-134;  miejsce startu: kosmodrom Kourou (ELA-2), Gujana Francuska
Ładunek: EuropeStar F1; Uwagi: start udany
26. 27 listopada 2001, 00:35 GMT; s/n V-146;  miejsce startu: kosmodrom Kourou (ELA-2), Gujana Francuska
Ładunek: DirecTV 4S; Uwagi: start udany